# Itai
Itai es un nombre bíblico de origen hebreo. Itai fue uno de los generales del ejército del Rey David. No era hebreo, sino más bien un filisteo originario de la ciudad de Gath, cerca de Ascalón. Cuando David escapa de la traición de Absalón, le pide a Itai que no comparta su amargo destino, pero Itai decide no abandonarlo solo a su suerte. El nombre también puede ser escrito: Ittai, Etay, Italia, Ytai, Etai, Itaj, Itaí, Itay o Eatai. Libremente se traduce como "Leal", "Fiel", "amigable", "amigo" o "amistad".
- Datos: Q2166010
- Multimedia: Itai (given name) / Q2166010